# استفتاء رومانيا 2019
استفتاء رومانيا 2019 تم إجراء استفتاء استشاري في رومانيا في 26 مايو 2019م، في نفس يوم انتخابات البرلمان الأوروبي، حول ما إذا كان سيتم حظر قرارات العفو عن جرائم الفساد، وكذلك ما إذا كان يجب منع الحكومة من إصدار مراسيم الطوارئ المتعلقة بالقضاء وتمديد الحق في الاستئناف ضدهم أمام المحكمة الدستورية. تمت الموافقة على كلا الاقتراحين بهوامش واسعة.

## خلفية
وقع الرئيس كلاوس يوهانيس مرسوم إجراء الاستفتاء في 25 أبريل 2019، بعد أن أوصى البرلمان لصالح هذا الاستفتاء في تصويت غير ملزم في 17 أبريل. تم تقديم الاقتراح الأول لإجراء هذا الاستفتاء في أوائل عام 2017، في أعقاب المرسوم 13 المثير للجدل والاحتجاجات اللاحقة ضد الفساد في رومانيا، وأعلن الرئيس يوهانيس عن نيته إجراء استفتاء في 23 يناير 2019. مع ذلك تم تعليق الإجراء حتى عام 2019، عندما قرر يوهانيس تمديد القضايا التي سيتم التصويت عليها، مما يتطلب إجراءً برلمانيًا جديدًا. في 4 أبريل أعلن يوهانيس عن قضايا الاستفتاء: حظر العفو عن جرائم الفساد، وكذلك منع الحكومة من تبني قوانين الطوارئ في مجال الجرائم والعقوبات والتنظيم القضائي وإعطاء السلطات الدستورية الأخرى الحق في تقديم المراسيم إلى المحكمة الدستورية لمزيد من المراجعة.
قبل التصويت البرلماني أرسل الرئيس كلاوس يوهانيس رسالة إلى قادة الأحزاب البرلمانية لدعوتهم للتشاور حول الاستفتاء، وكان تحالف الليبراليين والديمقراطيين هو الحزب الوحيد الذي رفض الدعوة. اقترح يوجين توماك زعيم حزب الحركة الشعبية سؤالاً إضافياً للاستفتاء على واحدة من ثلاث قضايا اقترحها حزبه: إلغاء المعاشات الخاصة، والعودة إلى نظام من جولتين للانتخابات المحلية وخفض عدد النواب إلى 300.
في 16 أبريل 2019 وافقت اللجان القضائية المشتركة بغرفتي البرلمان على الاستفتاء، ووافق البرلمان على ذلك في اليوم التالي في تصويت غير ملزم. اتهم حزب التحرير الوطني واتحاد الجمهوريات الاشتراكية مديرية الأمن العام بتقديم توصيات متعددة لم تتم مناقشتها في اللجان القضائية. وعلى الرغم من طلب المعارضة إلغاء هذه التوصيات إلا أن نواب الحكومة عارضوا ذلك، فتم اعتماد التقرير بأغلبية 259 صوتًا و9 أصوات ضده، وامتناع واحد عن التصويت. يتضح من التقرير من بين أمور أخرى أن قرارات العفو لا يمكن أن تكون مبادرة للمواطنين وفقًا للدستور، وأن الرئيس لا يمكنه إجراء استفتاء تشريعي بموجب حكم من المحكمة الدستورية. ومع ذلك تم إلغاء التوصيات بعد تصويت برلماني آخر، تم تمريره بأغلبية 218 صوتًا مقابل 11 صوتًا وامتناع 3 أعضاء عن التصويت.
في 25 أبريل أعلن المتحدث باسم الرئاسة الرومانية مودلينا دوبروفولشي أن الرئيس كلاوس يوهانيس قد وقع مرسوم الاستفتاء ونشر السؤالين للتصويت عليهما.